# المعهد الأمريكي للمهندسين المعماريين
المعهد الأمريكي للمهندسين المعماريين (بالإنجليزية: American Institute of Architects)‏ أو اختصارًا (AIA) منظمة غير حكومية متخصصة بشؤون المعماريين في الولايات المتحدة. وهي جمعية أمركية مستتقلة تأسست عام 1857 في واشنطن دي سي، منذ هذا الوقت قدمت الاهتمامات الحرفية للمعماريين الأمريكيين[ ؟ ]. وكأعضاء المعهد الأمريكي المعماري للمهندسين المعماريين، عبر أكثر من 80.000 من المعماريين الذين لديهم ترخيص مزاولة المهنة والمحترفين المستجدين والشركاء المتحالفين عن التزامهم بتشييد بيئة مستدامة، تتميز بروعة التصميم وملاءمتها للمعيشة في مجتمعات ومباني مدينتنا. تعبر هذه المجموعة عن تفاني هؤلاء الأعضاء وتقدم أمثلة على مبادئ أعضاء المعهد الأمريكي للمهندسين المعماريين في العمل.

## جوائز المعهد
- جائزة المعهد الأمريكي للمهندسين المعماريين الذهبية

## روابط خارجية
- الموقع الرسمي